# Saint-Christophe-des-Bardes
Pour les articles homonymes, voir Saint-Christophe.
Saint-Christophe-des-Bardes est une commune française située dans le département de la Gironde, en région Nouvelle-Aquitaine. Elle est une des huit communes faisant partie de la juridiction de Saint-Émilion qui est classée au patrimoine mondial de l'Humanité par l'Unesco pour son paysage viticole historique qui a survécu intact et est en activité de nos jours.

## Géographie

### Localisation
Située dans le vignoble de saint-émilion, la commune fait partie en 2013 des communes touristiques françaises.

### Communes limitrophes
Les communes limitrophes en sont Montagne au nord-nord-est, Saint-Étienne-de-Lisse dans un grand est-sud-est, Saint-Hippolyte au sud, Saint-Laurent-des-Combes au sud-ouest et Saint-Émilion à l'ouest.
|                          | Montagne                    |                        |
| Saint-Émilion            | Saint-Christophe-des-Bardes | Saint-Étienne-de-Lisse |
| Saint-Laurent-des-Combes | Saint-Hippolyte             |                        |

### Climat
Pour des articles plus généraux, voir Climat de la Nouvelle-Aquitaine et Climat de la Gironde.
Historiquement, la commune est exposée à un climat océanique aquitain.  
En 2020, Météo-France publie une typologie des climats de la France métropolitaine dans laquelle la commune est exposée à un climat océanique et est dans la région climatique  Aquitaine, Gascogne, caractérisée par une pluviométrie abondante au printemps, modérée en automne, un faible ensoleillement au printemps, un été chaud (19,5 °C), des vents faibles, des brouillards fréquents en automne et en hiver et des orages fréquents en été (15 à 20 jours).
Pour la période 1971-2000, la température annuelle moyenne est de 12,7 °C, avec une amplitude thermique annuelle de 14,5 °C. Le cumul annuel moyen de précipitations est de 835 mm, avec 11,6 jours de précipitations en janvier et 6,4 jours en juillet. Pour la période 1991-2020, la température moyenne annuelle observée sur la station météorologique la plus proche, située sur la commune de Saint-Émilion à 3 km à vol d'oiseau, est de 13,9 °C et le cumul annuel moyen de précipitations est de 798,1 mm,. Pour l'avenir, les paramètres climatiques de la commune estimés pour 2050 selon différents scénarios d’émission de gaz à effet de serre sont consultables sur un site dédié publié par Météo-France en novembre 2022.

## Urbanisme

### Typologie
Au 1er janvier 2024, Saint-Christophe-des-Bardes est catégorisée commune rurale à habitat dispersé, selon la nouvelle grille communale de densité à sept niveaux définie par l'Insee en 2022.
Elle appartient à l'unité urbaine de Libourne, une agglomération intra-départementale regroupant dix  communes, dont elle est une commune de la banlieue,,. La commune est en outre hors attraction des villes,.

### Occupation des sols

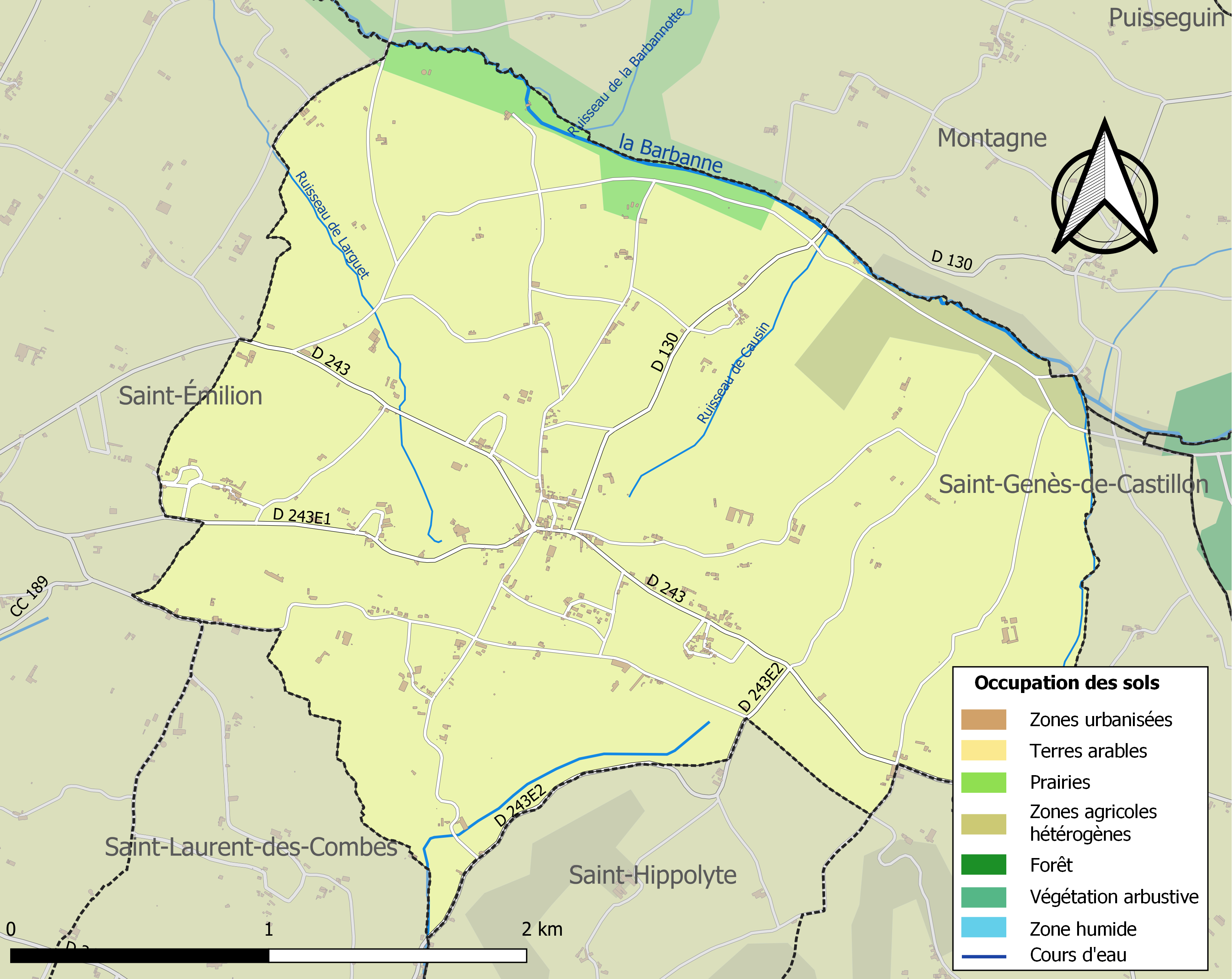
Carte des infrastructures et de l'occupation des sols de la commune en 2018 (CLC).

L'occupation des sols de la commune, telle qu'elle ressort de la base de données européenne d’occupation biophysique des sols Corine Land Cover (CLC), est marquée par l'importance des territoires agricoles (100 % en 2018), une proportion identique à celle de 1990 (100 %). La répartition détaillée en 2018 est la suivante : 
cultures permanentes (94,1 %), zones agricoles hétérogènes (3,2 %), prairies (2,7 %). L'évolution de l’occupation des sols de la commune et de ses infrastructures peut être observée sur les différentes représentations cartographiques du territoire : la carte de Cassini (XVIIIe siècle), la carte d'état-major (1820-1866) et les cartes ou photos aériennes de l'IGN pour la période actuelle (1950 à aujourd'hui).

### Risques majeurs
Le territoire de la commune de Saint-Christophe-des-Bardes est vulnérable à différents aléas naturels : météorologiques (tempête, orage, neige, grand froid, canicule ou sécheresse), mouvements de terrains et séisme (sismicité très faible). Un site publié par le BRGM permet d'évaluer simplement et rapidement les risques d'un bien localisé soit par son adresse soit par le numéro de sa parcelle.
Les mouvements de terrains susceptibles de se produire sur la commune sont des affaissements et effondrements liés aux cavités souterraines (hors mines). Par ailleurs, afin de mieux appréhender le risque d’affaissement de terrain, un inventaire national permet de localiser les éventuelles cavités souterraines sur la commune.

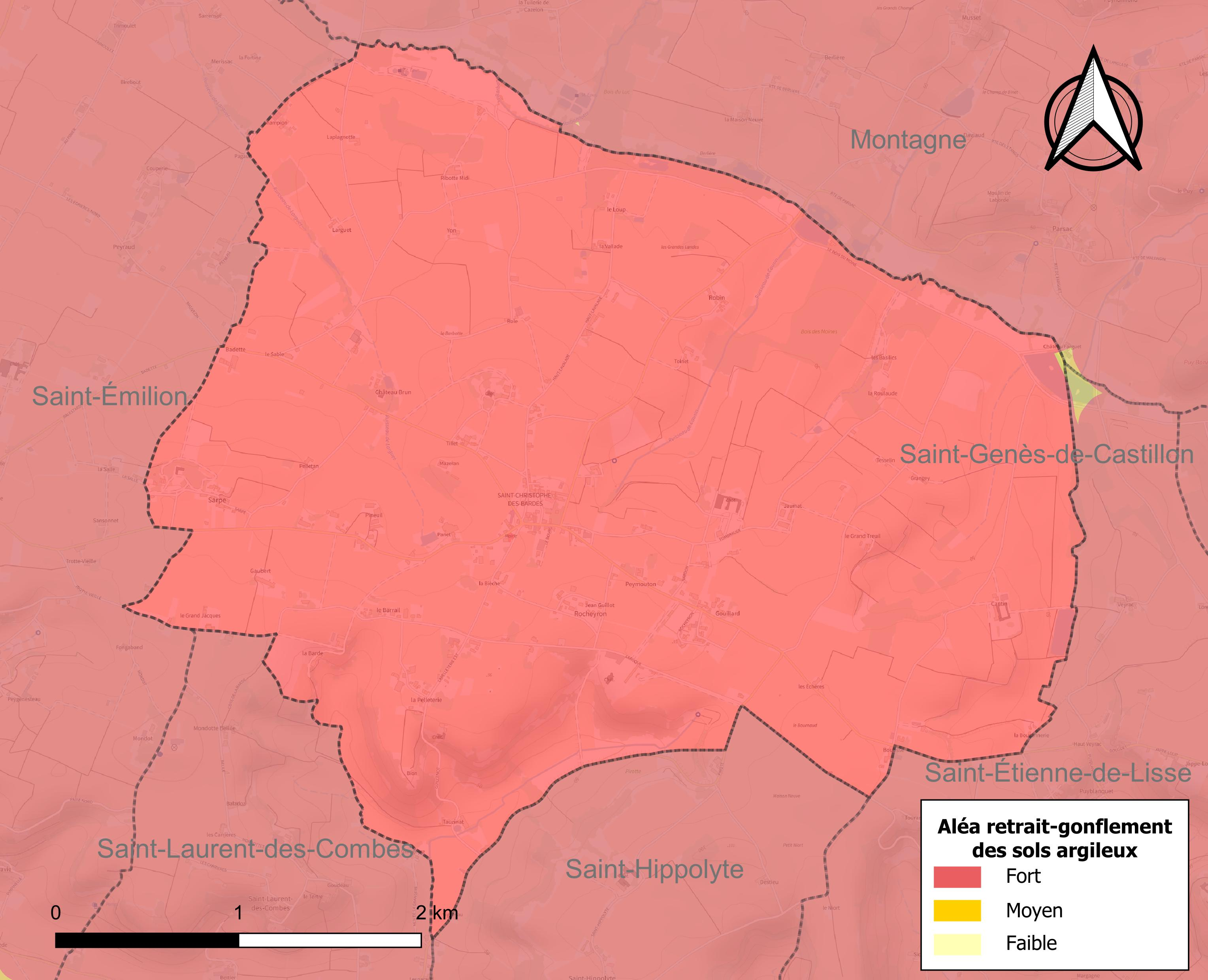
Carte des zones d'aléa retrait-gonflement des sols argileux de Saint-Christophe-des-Bardes.

Le retrait-gonflement des sols argileux est susceptible d'engendrer des dommages importants aux bâtiments en cas d’alternance de périodes de sécheresse et de pluie. La totalité de la commune est en aléa moyen ou fort (67,4 % au niveau départemental et 48,5 % au niveau national). Sur les 257 bâtiments dénombrés sur la commune en 2019,  257 sont en aléa moyen ou fort, soit 100 %, à comparer aux 84 % au niveau départemental et 54 % au niveau national. Une cartographie de l'exposition du territoire national au retrait gonflement des sols argileux est disponible sur le site du BRGM,.
La commune a été reconnue en état de catastrophe naturelle au titre des dommages causés par les inondations et coulées de boue survenues en 1982, 1983, 1999 et 2009.

## Toponymie
Les habitants sont appelés les Saint-Christophais.

## Politique et administration

### Liste des maires
| Période                                  | Période  | Identité        | Étiquette | Qualité |
| ---------------------------------------- | -------- | --------------- | --------- | ------- |
| mars 2001                                | En cours | Patrick Goineau |           | Employé |
| Les données manquantes sont à compléter. |          |                 |           |         |

### Jumelages
Hermance (Suisse) depuis 1996.

## Population et société

### Démographie
L'évolution du nombre d'habitants est connue à travers les recensements de la population effectués dans la commune depuis 1793. Pour les communes de moins de 10 000 habitants, une enquête de recensement portant sur toute la population est réalisée tous les cinq ans, les populations de référence des années intermédiaires étant quant à elles estimées par interpolation ou extrapolation. Pour la commune, le premier recensement exhaustif entrant dans le cadre du nouveau dispositif a été réalisé en 2005.
En 2022, la commune comptait 390 habitants, en évolution de −11,96 % par rapport à 2016 (Gironde : +6,91 %, France hors Mayotte : +2,11 %).
| 1793 | 1800 | 1806 | 1821 | 1831 | 1836 | 1841 | 1846 | 1851 |
| ---- | ---- | ---- | ---- | ---- | ---- | ---- | ---- | ---- |
| 691  | 586  | 596  | 673  | 658  | 675  | 654  | 679  | 631  |

| 1856 | 1861 | 1866 | 1872 | 1876 | 1881 | 1886 | 1891 | 1896 |
| ---- | ---- | ---- | ---- | ---- | ---- | ---- | ---- | ---- |
| 556  | 701  | 719  | 739  | 688  | 659  | 614  | 678  | 736  |

| 1901 | 1906 | 1911 | 1921 | 1926 | 1931 | 1936 | 1946 | 1954 |
| ---- | ---- | ---- | ---- | ---- | ---- | ---- | ---- | ---- |
| 820  | 804  | 747  | 662  | 667  | 682  | 669  | 720  | 700  |

| 1962 | 1968 | 1975 | 1982 | 1990 | 1999 | 2005 | 2006 | 2010 |
| ---- | ---- | ---- | ---- | ---- | ---- | ---- | ---- | ---- |
| 712  | 715  | 646  | 594  | 547  | 515  | 526  | 517  | 500  |

| 2015 | 2020 | 2022 | - | - | - | - | - | - |
| ---- | ---- | ---- | - | - | - | - | - | - |
| 447  | 406  | 390  | - | - | - | - | - | - |

### Sports
- En 2012, l'Altertour, relais cycliste familial ouvert à tous sans compétition qui parcourt les routes de France chaque été à la rencontre des expériences d'alternatives et solutions de transition écologiques, est passée par la commune.

## Culture et patrimoine

### Lieux et monuments
- Église paroissiale Saint-Christophe, du VIIe siècle, d'architecture romane, agrandie au XVIe siècle et restaurée au XIXe siècle, classée au titre des monuments historiques en 1908 pour son portail à décor sculpté[26]. L'édifice a été inscrit au titre des monuments historique en 2000[26].

### Personnalités liées à la commune
- Le chanteur Ricky Norton a fréquenté l'école de la commune, durant ses jeunes années.

### Héraldique
| Blason de Saint-Christophe-des-Bardes | Blason  | Coupé, au premier d'azur aux huit fleurs de lys d'argent et de sable ordonnées 4 et 4, à saint Christophe d'argent brochant, senestré en chef d'une branche de vigne feuillée de sinople et fruitée de deux grappes de raisin de gueules et au second de gueules aux portail et frontispice de l'église du lieu d'argent ouverte de sable. |
| Blason de Saint-Christophe-des-Bardes | Détails | Officiel, présent sur le site internet de la commune. |